# Херви, Айрин
Айрин Херви (англ. Irene Hervey, урождённая Бьюла Айрин Хервик (Beulah Irene Herwick), 11 июля 1909, Венис, Лос-Анджелес, Калифорния — 20 декабря 1998, Вудленд-Хиллз, Калифорния, США) — американская актриса.

## Биография
Родилась в Лос-Анджелесе в 1909 году.  В детстве изучала актёрское мастерство у британской актрисы Эммы Данн, которая была подругой её матери. После успешных проб в «MGM» заключила с киностудией контракт и в 1933 году дебютировала на киноэкранах в фильме «Возвращение незнакомки» с Лайонелом Берримором в главной роли. В дальнейшие она появилась в таких фильмах как «Граф Монте-Кристо» (1934), «Чарли Чан в Шанхае» (1935), «Абсолютный покой» (1936), «Дестри снова в седле» (1939) и ещё десятке кинокартин.
В 1943 году Херви получила серьёзные ранения в автокатастрофе и на пять лет покинула кино. В конце 1940-х актриса возобновила съёмки, но вскоре стала работать в основном на телевидении, где появилась в таких телесериалах как «Перри Мэйсон», «Сумеречная зона», «Три моих сына», роль в котором принесла её номинацию на «Эмми», «Железная сторона» и многих других. В 1970-е Херви почти прекратила сниматься, став работать в туристической фирме в Шерман-Окс, Калифорния.
Айрин Херви дважды была замужем, и оба брака завершились разводом. От своей первого супруга Уильяма Фендерсона он родила дочь Гейл. В браке с актёром Алланом Джонсоном она родила сына Джека Джонсона, ставшего певцом и актёром. Актриса скончалась в 1998 году в возрасте 89 лет от сердечной недостаточности в Вудленд-Хиллз, Калифорния. Её вклад в киноиндустрию США отмечен звездой на Голливудской аллее славы.